# Тойдеряки
Тойдеря́ки (рос. Тойдеряки, чув. Тойтерек) — присілок у складі Чебоксарського району Чувашії, Росія. Входить до складу Чиршкасинського сільського поселення.
Населення — 102 особи (2010; 94 у 2002).
Національний склад:
- чуваші — 99 %